# Tichey
Tichey település Franciaországban, Côte-d’Or megyében. Lakosainak száma 212 fő (2022. január 1.). Tichey Saint-Aubin, Bousselange, Montagny-lès-Seurre és Saint-Loup községekkel határos.

## Népesség
A település népessége az elmúlt években az alábbi módon változott:
| Lakosok száma | 191  | 195  | 187  | 184  | 217  | 209  | 212  | 213  | 214  | 212  |
|               | 1968 | 1982 | 1990 | 2006 | 2013 | 2015 | 2017 | 2019 | 2020 | 2022 |